# (74128) 1998 QA66
(74128) 1998 QA66 – planetoida z pasa głównego asteroid okrążająca Słońce w ciągu 4,22 lat w średniej odległości 2,61 j.a. Odkryta 24 sierpnia 1998 roku.